# Trofeo Puma
El Trofeo Puma es un torneo de rugby disputado entre las selecciones de Australia y la de Argentina.
Desde 2012 se pone en juego en los partidos disputados entre ambos en el Rugby Championship.
Hasta el año 2023 Australia había ganado todas los trofeos, año en que Argentina lo alzó por primera vez.

## Ediciones
| Edición | Año  | Ganador   | Resultado serie    |
| ------- | ---- | --------- | ------------------ |
| I       | 2000 | Australia | 2-0                |
| II      | 2002 | Australia | 1-0                |
| III     | 2012 | Australia | 2-0                |
| IV      | 2013 | Australia | 2-0                |
| V       | 2014 | Australia | 1-1 (lo retiene)   |
| VI      | 2015 | Australia | 1-0                |
| VII     | 2016 | Australia | 2-0                |
| VIII    | 2017 | Australia | 2-0                |
| IX      | 2018 | Australia | 1-1 (lo retiene)   |
| X       | 2019 | Australia | 1-0                |
| XI      | 2020 | Australia | 0-2-0 (lo retiene) |
| XII     | 2021 | Australia | 2-0                |
| XIII    | 2022 | Australia | 1-1 (lo retiene)   |
| XIV     | 2023 | Argentina | 1-0                |
| XV      | 2024 | Argentina | 1-1 (lo retiene)   |
| XVI     | 2025 |           |                    |

## Palmarés
| Australia | 13 trofeos |
| Argentina | 2 trofeos  |

Nota: El trofeo 2024 es el último torneo considerado